# Туак

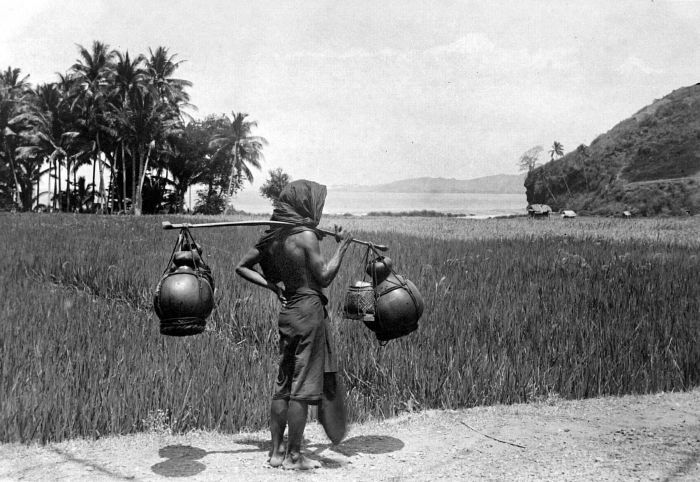
Продавець туаку на Балі, 1929

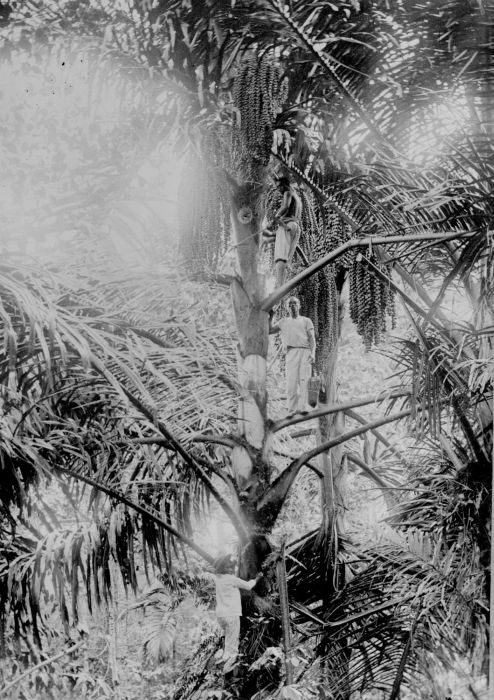
Видобуток пальмового соку для виробництва туаку на острові Амбон, 1919

Туак (індонез. tuak) — алкогольний напій, традиційний для багатьох областей Індонезії і Малайзії. У різних регіонах назва поширюється на напої, різні по вихідній сировині, технології виробництва та вмісту спирту. Більшість видів туаку виготовляються або з соку пальми, або з рисової сировини.

## Географія виробництва
Туак історично виробляється практично у всіх районах Індонезії крім найсхіднішої її частини, а також в острівній і, меншою мірою, в континентальній частини Малайзії. При всьому рецептурному і технологічному розмаїтті, двома основними типами напою, що фігурує під назвою «туак», є легкий (зазвичай не більше 5 відсотків спирту), що виготовляється з пальмового соку, і відносно міцніший (12-15 відсотків спирту), вироблений переважно з рисової сировини.
У деяких районах — зокрема, на Яві і Балі, виробляється як рисовий, так і пальмовий туак, у ряді місцевостей — тільки один його тип. Найвідоміший регіон, що спеціалізується на пальмовому тваку — Північна Суматра: у мешкаючих там батаків він є виятково популярним національним напоєм. Туак з рисової сировини тією самою мірою популярний на Калімантані(Борнео): він є основним алкогольним напоєм для більшості даякських народностей, особливо, для Ібан.

## Технологія виробництва
Спільним для всіх видів туаку є хатнє або кустарне виготовлення. Напій традиційно виготовляється як в тубільних племенах, що займаються збиранням, так і сільськогосподарським населенням шляхом зброджування рослинної сировини, найдоступнішої у відповідних районах. Іноді туак може, в свою чергу, слугувати основою для виробництва міцніших алкогольних напоїв — в цьому випадку він піддається перегонці (також, відповідно, кустарної). Виготовлені таким чином напої в різних регіонах мають різні назви, іноді отриманий самогон називається «міцний туак» (індонез. tuak keras).

### Пальмовий туак
Цей вид туаку фактично являє собою різновид тодді і виготовляється шляхом зброджування соку, що добувається в ході підсочування чоловічих суцвіть різних видів пальмових, зазвичай — цукрової пальми (лат. Arenga pinnata). Процес бродіння може проходити природним шляхом — ємність з пальмовим соком просто залишають на спеці, або стимулюватися за допомогою добавок, що містять грибки (серед батаків в цих цілях використовуються переважно зілля, виготовлені з деревної кори).
Процес бродіння зазвичай триває 2-3 дні, після чого туак вважається готовим. Міцність напою зазвичай складає не більше 4-5 градусів, у зв'язку з чим його іноді називають пальмовим пивом. У багатьох районах Північної Суматри прийнята його подальша одноразова перегонка — вміст алкоголю в одержуваному таким чином «міцному туаку» може коливатися від 20 до 35 %. На Балі з туак готують ще міцніший напій —  арак , що містить до 50 % спирту.

### Рисовий туак

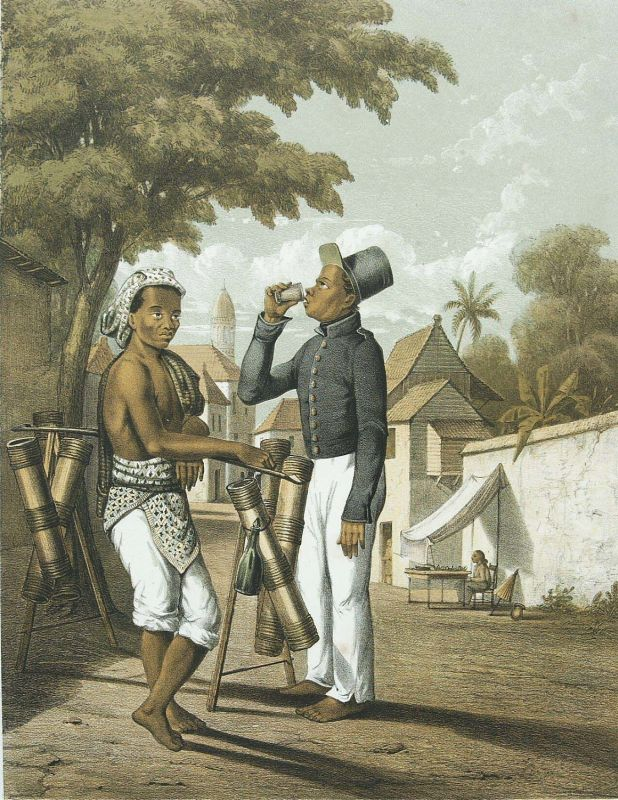
Солдат Королівської Нідерландської ост-індійської армії п'є туак, куплений у рознощика. Нідерландська літографія 1854

Для виготовлення використовується рис, переважно сорти з високим вмістом клейковини. Попередньо замочений, він відварюється і потім змішується з приблизно рівною кількістю подрібнених дріжджів. Отримана суміш поміщається в закриту ємність на строк від 2-3 днів до тижня. Після цього маса, що утворилася заливається цукровим сиропом і витримується в щільно закритій тарі близько місяця. Після проціджування напій, що містить зазвичай 12-15 відсотків спирту, готовий до вживання або подальшого зберігання — як правило, в скляних пляшках. Іноді рисовий туак ароматизируется за допомогою різних смакових добавок, зокрема, спецій і прянощів.

## Вживання і суспільне значення туаку
Культура споживання туаку в різних регіонах Індонезії та Малайзії має свою специфіку. Традиційно особливо популярним він є на Калімантані (рисовий) і Північній Суматрі (пальмовий). І там, і там він має практично культове значення: місцеві жителі вживають цей напій регулярно, він служить невід'ємним атрибутом традиційних свят та, нерідко, релігійних церемоній. Його виробництво і розповсюдження здійснюються абсолютно відкрито і, більше того, іноді подається як місцева пам'ятка для залучення туристів. На Північній Суматрі повсюдно — в тому числі в такому великому місті, як Медан — маються питні заклади, які торгують туаком.
У більшості інших регіонів історично туак був також поширений досить широко, проте у міру їх соціально-економічного розвитку в останні десятиліття XX століття відбулася його маргіналізація: нині туак є напоєм найбідніших верств населення, які не мають доступу до алкогольної продукції фабричного виробництва. В Індонезії контроль над виробництвом туаку здійснюється згідно з місцевими законодавством: в більшості провінцій легальним залишається виробництво його слабоалкогольних варіантів, однак міцніші види заборонені («пороговий» рівень міцності може бути різним не тільки в різних провінціях, але і в різних округах однієї провінції). Санкції можуть застосовуватися також щодо виробників, що порушують санітарно — гігієнічні норми — для виявлення порушників у районах виробництва туаку проводяться поліцейські облави і обшуки.